# Makogai
Makogai is een eiland in de Lomaiviti-archipel in Fiji. Het heeft een oppervlakte van 8,4 km² en het hoogste punt meet 267 meter.
Op het eiland was vroeger een leprakolonie gevestigd.